# Besleria ornata
Besleria ornata är en tvåhjärtbladig växtart som beskrevs av Conrad Vernon Morton. Besleria ornata ingår i släktet Besleria och familjen Gesneriaceae. Inga underarter finns listade i Catalogue of Life.